# Passfarbe

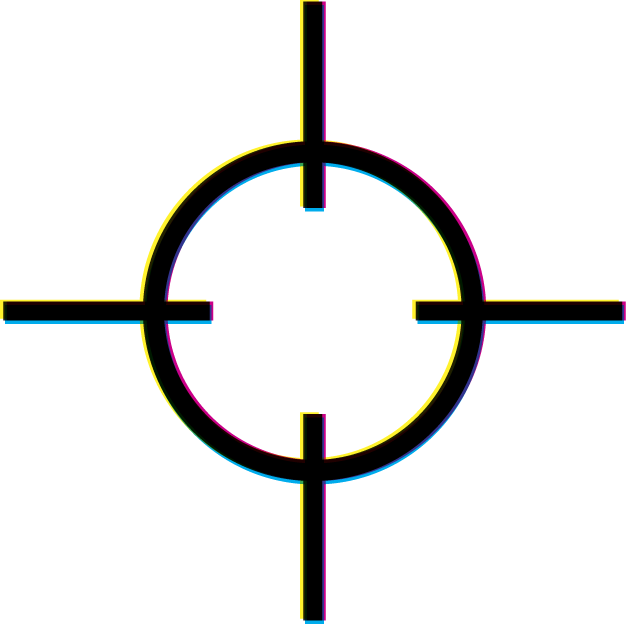
Mit Passfarbe gedrucktes Passerkreuz mit leichter Passerdifferenz

Passfarbe (englisch registration black) ist ein Begriff aus dem Druckwesen und bezeichnet eine Farbeinstellung, bei der alle am Druckprozess beteiligten Farben zu 100 % gedruckt werden. Sie wird für Passmarken (z. B. Passerkreuze) verwendet und ermöglicht damit die Beurteilung des genau richtigen Stands der Farben zueinander (Passerdifferenz).
Die Farbe erscheint schwarz, besteht aber im Gegensatz zum „normalen“ Schwarz im CMYK-Farbmodell nicht nur aus dem Schwarzanteil (Key), sondern aus allen im jeweiligen Druckprozess verwendeten Farbbestandteilen.
Betrachtet man die Abbildung rechts genau, so sieht man an der schwarzen Marke farbige Ränder. Die Marke wird mit der Passfarbe in jeder Farbe des Farbmodells gedruckt. Findet dabei ein leichter Versatz im Druck statt, so erscheinen die farbigen Marken nicht vollständig von der schwarzen Marke verdeckt. Damit diese Beurteilung der Passerdifferenz auch bei erweiterten Farbmodellen möglich ist, muss die Passfarbe immer alle Komponenten enthalten. Beispielsweise enthält sie im erweiterten Farbmodell CMYKOG neben Cyan, Magenta, Gelb (engl. Yellow) und Schwarz auch noch Orange und Grün.

## In Software
Um eine von den Farbmodellen verschiedener Ausgabegeräte unabhängige Repräsentation der Passfarbe verfügbar zu machen, wird in den Seitenbeschreibungssprachen PostScript (ab level 2) und PDF (ab Version 1.2) der Farbname All verwendet. Es ist ein weit verbreiteter Fehler beim Umgang mit Satzprogrammen, die Passfarbe (Registration) für normale schwarz darzustellende Elemente wie z. B. Fließtext zu verwenden.
Aufgrund der speziellen Verwendung für Passmarken wird die Passfarbe bei entsprechender Einstellung von einigen gängigen Satzprogrammen (z. B. FreeHand, Adobe InDesign) nicht mitgedruckt. Das erlaubt das Ausblenden der Passmarken und macht den eben erwähnten Fehler erkennbar.

## Unterscheidung vom fetten Schwarz
Verwechselt werden sollte die Passfarbe auch nicht mit fettem Schwarz (englisch rich black). Dabei handelt es sich zwar auch um eine schwarz erscheinende Farbe mit Anteilen anderer Farbbestandteile, allerdings ist die Zusammensetzung (nicht 100 %) und Anwendung eine andere.